# Wilson City
Wilson City est un village situé dans le comté de Mississippi dans l'État du Missouri aux États-Unis. La population s'élevait à 115 habitants lors du recensement de 2010.